# Abdul Rahim Wardak
General Abdul Rahim Wardak é um político afegão e ex-ministro da Defesa do Afeganistão. Ele foi nomeado em 23 de dezembro de 2004 pelo presidente afegão Hamid Karzai. Antes desta nomeação, Wardak era vice-ministro da Defesa do antigo ministro, Mohammed Fahim. Durante a Guerra Soviético-Afegã na década de 1980, Wardak foi um líder da resistência nacional mujahideen que lutou contra as forças soviéticas. Ele é de etnia pashtun da província de Wardak, sendo fluente em pashto, dari (persa) e inglês. A sua diplomacia tem sido fundamental na promoção da reconciliação étnica devido à sua linhagem de chefes tribais com fortes relações pashtuns com todos os grupos étnicos do país.
Em 2009 assinou um acordo com os comandantes da OTAN para uma melhor cooperação e coordenação nas operações antiterroristas. Em agosto de 2012, Wardak renunciou após receber uma moção de censura do Parlamento Afegão. Também apresentou-se como candidato para as eleições presidenciais de 2014, mas acabou retirando-se da disputa.